# Conservatoire Libanais
Das Conservatoire libanais national supérieur de musique oder The Lebanese National Higher Conservatory of Music ist die libanesische nationale Musikhochschule. Sie wurde in den 1920er Jahren von Wadih Sabra (1876–1952) gegründet, dem Komponisten der Nationalhymne des Libanon.
Sabra beabsichtigte, ein Institut für höhere musikalische Ausbildung zu etablieren. An dem Konservatorium, das von 1991 bis 2011 von dem Komponisten und Dirigenten Walid Gholmieh geleitet wurde, wurden mehr als 4.800 Studierende von 250 Professorinnen und Professoren unterrichtet. Das Konservatorium hat Niederlassungen in Tripolis, Jounieh, Dhour El Choueir, Zahlé mit Sitz in Beirut, Aley und Sidon.
Seit 1999 hat das Konservatorium zwei Orchester:
- Orchestre symphonique nationale du Liban
- Orchestre national de musique arabe (47 Musiker)